# Dos Luceros
Dos Luceros är en ort i Mexiko.   Den ligger i kommunen Zentla och delstaten Veracruz, i den sydöstra delen av landet, 260 km öster om huvudstaden Mexico City. Dos Luceros ligger 446 meter över havet och antalet invånare är 135.
Terrängen runt Dos Luceros är huvudsakligen platt, men åt nordväst är den kuperad. Terrängen runt Dos Luceros sluttar brant österut. Runt Dos Luceros är det ganska tätbefolkat, med 78 invånare per kvadratkilometer. Närmaste större samhälle är Paso del Macho, 11,0 km sydväst om Dos Luceros. I omgivningarna runt Dos Luceros växer huvudsakligen savannskog.